# Архиепархия Кивотина — Ле-Па
Архиепа́рхия Киво́тина — Ле-Па (лат. Archidioecesis Kivotina-Passitana) — архиепархия Римско-Католической церкви с центром в городе Кивотин, Канада. В архиепархию Монреаля входят епархии Черчилл — Гудзонов залив, Мусони. Кафедральным собором архиепархии является Собор Те-Паса.

## История
4 марта 1910 года Святой Престол учредил апостольский викариат Кивотина. 25 июля 1925 года апостольский викариат Кивотина уступил часть своей территории Апостольской префектуре Гудзонова залива (сегодня — Епархия Черчилл — Гудзонов залив).
13 июля 1967 года Римский папа Павел VI издал буллу "Adsiduo perducti", которой преобразовал апостольский викариат Гудзонова залива в архиепархию Кивотина — Ле-Па.

## Ординарии архиепархии
- епископ Овид Шарлебуа (8.08.1910 — 20.11.1933);
- епископ Мартен Джузеппе Онорио Лажёнес (26.11.1933 — 15.04.1954);
- архиепископ Поль Дюмушель (25.02.1955 — 7.11.1986);
- архиепископ Питер Альфред Саттон (7.11.1986 — 25.03.2006);
- архиепископ Сильвен Лавуа (25.03.2006 — 16.07.2012);
- архиепископ Murray Chatlain (7.12.2012 — по настоящее время).

## Источник
- Annuario Pontificio, Libreria Editrice Vaticana, Città del Vaticano, 2003, ISBN 88-209-7422-3
- Bolla Adsiduo perducti Архивная копия от 27 марта 2010 на Wayback Machine, AAS 59 (1967), стр. 1114 (лат.)